# ×Agroelymus adamsii
Agroelymus adamsii là một loài thực vật có hoa trong họ Hòa thảo. Loài này được J.Rousseau mô tả khoa học đầu tiên năm 1942.